# جورج تروب
جورج تروب (بالإنجليزية: George Troup)‏ (و. 1780 – 1856 م) هو سياسي من الولايات المتحدة الأمريكية .
تولى منصب عضو مجلس الشيوخ الأمريكي .وهو عضو في الحزب الجمهوري الديمقراطي، والحزب الديمقراطي الأمريكي .

## التعليم
تعلم في جامعة برنستون.